# Atomic City
Atomic City är en ort i Bingham County i Idaho. Vid 2010 års folkräkning hade Atomic City 29 invånare.